# Florence van Straten
Florence van Straten, també coneguda com a Flossie van Straten (Darien, Connecticut, 1913 -1992), fou una enginyera aerològica coneguda per les seves contribucions al progrés de la ciència de la meteorologia naval durant i després de la Segona Guerra Mundial.

## Vida
Van Straten era filla d'immigrants holandesos. La seva mare parlava sis idiomes i era una alta oficiala dels Països Baixos abans d'anar als Estats Units. Jacques van Straten, son pare, va treballar per a la companyia cinematogràfica Metro-Goldwyn-Mayer, a les oficines principals a Nova York. La seva feina per a la Metro-Goldwyn-Mayer sovint el va portar a països estrangers. Així Florence passà un any escolar a Niça, on va millorar el seu francès. Aleshores ja parlava neerlandès, alemany, italià, espanyol, a més d'anglès. Van Straten volia ser escriptora, però va fer la llicenciatura en Química a la Universitat de Nova York. Va estudiar el doctorat a l'Institut de Tecnologia de Massachusetts el 1933 i va defensar la tesi doctoral el 1942.
Després de l'atac a Pearl Harbor (el 1941), la Marina va entrenar un nombre creixent de meteoròlegs, incloent-hi diversos centenars de dones. El 1942 l'Armada va crear el programa de dones voluntàries Women Accepted for Volunteer Emergency Service (WAWES). Una de les primeres en fou van Straten, que va ser immediatament assignada al servei d'Aerologia Naval. La tinenta van Straten, que no tenia experiència militar anterior, va passar la guerra a la central meteorològica a Washington, analitzant inicialment l'ús del temps en operacions de combat al Pacífic. També va escriure l'informe sobre les batudes Marshalls-Gilberts, atacs aeris tàctics sobre les illes de la Micronèsia. El propòsit dels informes era "formar una base per a una millor comprensió de les aplicacions d'informació sobre el temps per a les operacions futures." Més tard, van Straten va ser traslladada a la secció d'I + D, on va treballar fins al final de la guerra amb el radar i altres noves tecnologies.
El 1943, van Straten va ser assignada a la secció d'Aerologia de l'Oficina d'Aeronàutica, on va treballar en la Secció d'Anàlisi Operacional. Hi va compilar extenses anàlisis dels efectes del clima en les operacions navals, tant de fonts històriques com d'accions navals més recents.
El 1946, es va convertir en assessora civil del cap d'Operacions Navals, tot i que la majoria de dones que havien contribuït a l'esforç de la guerra foren encoratjades a retornar a les tasques de la llar. Però, després de la guerra, van Straten continuà treballant per al Servei Meteorològic Naval com a física atmosfèrica civil, i la seva tasca d'anàlisi de les condicions de l'atmosfera superior va contribuir al desenvolupament de la tecnologia de míssils de llarg abast.
De 1948 a 1962, va ser directora de la secció de requisits tècnics, en una tasca que va descriure com l'"aplicació dels factors ambientals a les operacions militars". El 1958 va ser nomenada "dona de l'any" per la branca femenina de la Societat de la medicina aeronàutica d'Amèrica. Es va jubilar el 1962 després de 16 anys al capdavant de la branca tècnica del Servei Meteorològic Naval, però va continuar com a consultora de la Marina per a qüestions de física atmosfèrica fins a 1973. Va morir de càncer a l'edat de 78 anys, el 25 de març de 1992, a sa casa de Bethesda.

## Contribucions científiques
Els informes de Van Straten van donar exemples de com les forces militars havien pogut aprofitar les condicions meteorològiques en benefici propi i també exemples on la ignorància sobre el temps va tenir resultats adversos.
Van Straten va ajudar a desenvolupar mètodes d'ús dels fenòmens meteorològics, com tempestes, en la planificació de maniobres de vaixells i vols d'avions amb base en portaavions. El seu treball també inclou el desenvolupament d'una tècnica per modificar els núvols i produir pluja mitjançant la injecció de carboni a l'atmosfera. En la seva tasca en l'Armada es va ocupar de problemes diversos que van des de la boira a la pluja radioactiva. També va patentar un dispositiu acústic per a la prevenció de l'acumulació de gel als avions.
Van Straten va tenir un paper decisiu en el desenvolupament del coet sonda, que llença una radiosonda per a la recol·lecció de dades a l'atmosfera superior. Va ser un suggeriment seu la utilització de dades meteorològiques en la planificació de la trajectòria dels llançaments de coets. També va desenvolupar el globus meteorològic d'altitud constant: el globus desinflat s'enlairava amb heli, s'inflava quan l'atmosfera es feia més fina fins que estava ple, moment en el qual la seva altura es mantenia constant. També va contribuir al desenvolupament de l'estació meteorològica flotant "Navy Oceanographic Meteorological Automatic Device" (NOMAD).
També va contribuir al desenvolupament de la caseta per a instruments meteorològics, que protegeix els instruments sensibles dels elements, i el pluviòmetre de balancí.